# The Descendants
The Descendants is een Amerikaanse tragikomische film van regisseur Alexander Payne uit 2011 met in de hoofdrollen George Clooney, Judy Greer, Matthew Lillard en Shailene Woodley. 
De film debuteerde op het Internationaal filmfestival van Toronto. De film werd zes keer genomineerd voor een Satellite Award, onder meer voor beste film, beste regisseur en beste acteur. De film won een Satellite Award in de categorie beste film en een Golden Globe in de categorie beste dramafilm.

## Verhaal
Matt King is een advocaat en afstammeling van Hawaïaanse adel en blanke missionarissen. Hij is de enige rechtstreekse erfgenaam van een groot stuk grond op Kauai. Nadat zijn vrouw Elizabeth tijdens een ongeluk met een boot in coma is geraakt, zoekt Matt toenadering tot zijn twee dochters Scottie en Alexandra, met wie hij tot nu toe geen sterke band had. Ook moet hij beslissen of hij de gronden ter waarde van enkele honderden miljoenen dollars die hij geërfd heeft al dan niet zal verkopen. De trust zal over zeven jaar aflopen, dus hij moet snel zijn.
Al snel is duidelijk dat Elizabeth nooit meer uit haar coma zal ontwaken en conform haar eigen wens zal ze binnenkort van de beademing worden gehaald. Via vriendinnen van Elizabeth komt Matt te weten dat zijn vrouw een affaire had met de makelaar Brian Speer, waarna hij besluit deze man op Kauai op te gaan zoeken. Op het eiland vertelt Matts neef Hugh aan Matt dat Don Hollitzer, degene aan wie de familie King het landgoed wil verkopen, de zwager is van deze zelfde Brian Speer. Op het Kauaiaanse strand komt Matt per toeval Brians vrouw Julie tegen, het klikt goed tussen hen. Matt besluit samen met zijn twee dochters de familie Speer in hun huis op te zoeken. Als Julie even weg is om een drankje te halen, confronteert Matt Brian met de voorgeschiedenis en vertelt erbij dat Elizabeth nu op sterven ligt. Hij geeft Brian toestemming om Elizabeth nog een keer op te zoeken, maar Brian slaat dit aanbod af; hij hield namelijk niet echt van Elizabeth.
Als Elizabeth op het punt staat te overlijden, maakt haar vader Scott Matt het verwijt haar niets te hebben gegeven terwijl ze toch zo'n trouwe echtgenote was. Matt besluit tegenover Scott zijn mond te houden. Dan verschijnt ook Julie onverwachts in de ziekenkamer; haar man heeft alles opgebiecht en nu voelt ze zich bij de hele zaak betrokken. Julie spreekt Elizabeth aan haar sterfbed toe en schenkt haar vergeving, al ziet ze Elizabeth tegelijk als degene die haar leven heeft proberen te verwoesten. Uiteindelijk komt ook Matt tot verzoening met zijn vrouw, hoewel hij eerder woedend op haar is geweest. Nadat Elizabeth is overleden, wordt haar as bij Waikiki in de oceaan gestrooid.
Matt besluit op het laatste moment om het contract met Hollitzer niet te tekenen, waarop Hugh en Matts andere neven dreigen met juridische stappen tegen hem. Matt houdt echter voet bij stuk.

## Rolverdeling
- George Clooney als Matt King
- Shailene Woodley als Alexandra King
- Nick Krause als Sid
- Amara Miller als Scottie King
- Judy Greer als Julie Speer
- Matthew Lillard als Brian Speer
- Robert Forster als Scott Thorson
- Beau Bridges als Cousin Hugh
- Patricia Hastie als Elizabeth King
- Mary Birdsong als Kai Mitchell
- Rob Huebel als Mark Mitchell
- Milt Kogan als Dr. Johnston
- Laird Hamilton als Troy Cook
- Michael Ontkean als Cousin Milo
- Matt Corboy als Cousin Ralph